# Jack Fallon
Jack Fallon (London, Ontario, 13 oktober 1915 - Londen, Engeland, 22 mei 2006) was een in Canada geboren Britse jazzbassist.

## Biografie
Fallon speelde viool en studeerde bij de oprichter van het London Symphony Orchestra, Bruce Sharpe. In 1935 stapte hij over op de double-bass.. Tijdens de Tweede Wereldoorlog speelde hij in een dansband in de Royal Canadian Air Force. Na zijn diensttijd vestigde hij zich in Engeland, waar hij speelde bij Ted Heath (1946) en in zijn vrije tijd bebop speelde in clubs in London. In 1947 speelde hij met Ronnie Scott en Tommy Whittle tijdens de Melody Maker/Columbia Jazz Rally. Tevens werkte hij in die jaren o.a. met Jack Jackson (1947), George Shearing (1948), Duke Ellington (1948) en Django Reinhardt (1949). Ellington en Reinhardt begeleidde hij als lid van een trio van Malcolm Mitchell, met daarin ook Tony Crombie.
In de jaren 50 begeleidde hij Mary Lou Williams, Sarah Vaughan en Lena Horne, tevens was hij 'sideman' voor Humphrey Lyttelton, Kenny Baker en Ralph Sharon. Verder was hij actief als bassist voor Lansdowne Studios. Buiten de jazz werkte hij samen met blues-musici als Big Bill Broonzy en Josh White, tevens speelde hij met Johnny Duncans Blue Grass Boys. Toen de elektrische basgitaar meer populair werd, ging hij die ook spelen.
Fallon richtte in 1952 boekingsbureau Cana Variety op, dat aanvankelijk alleen maar in de jazz actief was, maar begin jaren zestig breidde het terrein zich uit tot rockmuziek, waaronder The Beatles en The Rolling Stones. In 1968 speelde hij viool op de Beatles-song "Don't Pass Me By" (van het dubbelalbum The Beatles).
Fallon was in Londen in de jazz actief tot in de jaren 90. Hij stopte hiermee in 1998. 
In 2002 werd hij vereerd met de 'Freedom of the City of London'. In 2005 verschenen zijn memoires, From the Top. In 2015 werd hij opgenomen in de London Music Hall of Fame.